# Carlos Alberto Raffo
Carlos Alberto Raffo   (Buenos Aires, 10 d'abril de 1926 - Guayaquil, 18 de setembre de 2013) fou un futbolista equatorià de la dècada de 1950.
Fou 13 cops internacional amb la selecció de l'Equador.
Pel que fa a clubs, defensà els colors de Club Atlético Platense, Argentina de Quito, Emelec, Everest i 9 de Octubre.